# Jean-Christophe Le Duigou
Pour les articles homonymes, voir Duigou.
Jean-Christophe Le Duigou est un syndicaliste français, né le 18 avril 1948 à Guingamp. Membre de la commission exécutive de la Confédération générale du travail (CGT) de 1982 à 2009, il siège au Bureau confédéral de la Confédération aux côtés de Bernard Thibault de 1999 à 2009. Depuis 2013, il est membre du conseil d'État en service extraordinaire.

## Biographie
Jean-Christophe Le Duigou est titulaire d’une maîtrise de gestion soutenue à l’université de Rennes et d’un diplôme d’études supérieures spécialisées (DESS) en informatique.
Ancien élève de l’École nationale des impôts, il adhère à la CGT en 1970. Il est secrétaire national du Syndicat national des agents de la direction générale des Impôts CGT de 1978 à 1982, puis secrétaire général de la Fédération des Finances CGT de 1982 à 1994. En 1995, il est nommé directeur du Centre confédéral CGT d’études économiques et sociales (CCEES).
Il est membre du Conseil économique et social de 1982 à 2003 au titre de représentant de la CGT : il a été notamment rapporteur d'un avis sur le surendettement des ménages.
Il est membre du Comité Central du Parti communiste français de 1987 à 1996.
Il fonde, en 1991, le think tank européen Confrontations Europe avec Jean-Pierre Brard, Philippe Herzog, Jean Peyrelevade, Michel Rocard et Francis Mer.
De février 1999 à décembre 2009, il est membre du Bureau confédéral de la CGT, chargé des questions économiques et des retraites. Il est membre du Conseil d'orientation des retraites depuis 2000. À ce titre, il était le principal négociateur de la CGT lors des négociations sur les retraites de 2003.
Il a été également membre de différentes associations dont le cercle de réflexion LASAIRE et du club Le Siècle.
De 2006 à  2009, il est responsable de la commission Promotion du développement durable, des services publics, des politiques industrielles de la CGT.
Il quitte le Bureau confédéral de la CGT au congrès de Nantes de 2009 et rejoint officiellement Bernard Thibaut comme conseiller confédéral.
Directeur divisionnaire des impôts en 1992, il est nommé en novembre 2009, conservateur des hypothèques de 4e catégorie à Corbeil-Essonnes : "Sa promotion lui permettra de partir dans de bonnes conditions, la pension des fonctionnaires étant calculée sur les six derniers mois de salaire.". Il prend sa retraite administrative au 31 août 2010.
Il tient une chronique économique dans l'hebdomadaire L'Humanité Dimanche et est membre du Conseil de rédaction de la revue Économie et Politique.
Il est élevé au grade de chevalier de la Légion d'honneur en 2010, par le ministre de l’économie, de l’industrie et de l’emploi. Celle-ci lui a été remise le 30 janvier 2012 par Anicet Le Pors ancien ministre de la Fonction publique.
En avril 2012, il est renouvelé comme membre de la Commission économique de la Nation et en décembre 2012 comme membre du Conseil d'orientation des retraites (COR). Il quitte ces deux organismes en 2013.
Le 27 mars 2013, il est nommé conseiller d'État en service extraordinaire.

## Publications
- 1995 : Réinventer l'impôt, essai pour une nouvelle approche de la réforme fiscale Syros
- 1999 : L'Avenir des retraites, livre de débat avec le responsable CFDT du dossier retraites Jean-Marie Toulisse, éditions de l'Atelier
- 2000 : Capitalisme patrimonial ou nouveau statut salarial avec Henri Jacot, Éditions L'Harmattan
- 2002 : Pour ou contre les fonds de pension, livre de débat avec Bill Crist président de CalPERS, le fonds de retraites des enseignants de Californie, Grasset
- 2009 : Dix propositions pour sortir de la crise en collaboration avec Nasser Mansouri, éditions de l'Atelier
- 2010 : Le Petit Livre des retraites, à l'usage de ceux qui veulent les défendre, avec Pierre-Yves Chanu, éditions de l'Atelier
- 2013 : Pourquoi nous travaillons, ouvrage collectif, éditions de l'Atelier